# كراتيروس
كراتيروس (اليونانية: Κρατερός، حوالي 370-321 ق م) كان قائد عسكري مقدوني خدم تحت إمرة الإسكندر الأكبر وأحد ملوك طوائف الإسكندر.

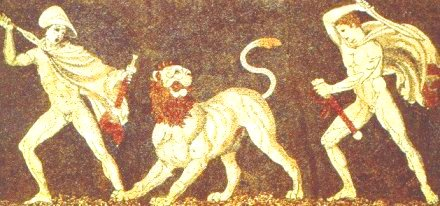
الإسكندر الأكبر وكراتيروس في رحلة صيد للأسود، من مرصوفة فسيفسائية في پيلا

وقد كان أحد أبناء أرسطوقراطي مقدوني اسمه الإسكندر وهو من أورسيتيسen وأخو أمير البحر أمفوتيروس en. قاد كراتيروس سلاح السلاميات وجميع المشاة على الجناح الأيسر من معركة إسوس (333 ق م). وفي هيركانيا، كان قد أرسل في مهمة ضد الطابوريين، وكانت هذه المهمة هي مهمة المستقلة الأولى في الجيش المقدوني. وفي معركة نهر الهيداسبس (326 ق م، قرب جهلمen المعاصرة) ترأس على مفرزة مؤخرة الجيش، التي بقيت على الضفة الغربية من النهر، ولم يعبر مع رجاله إلا في المرحلة الختامية من المعركة.
وفي المهرجانات الكبرى التي وقعت في سوسة، تزوج كراتيروس من الأميرة أماستريس en، ابنة أخياثريس en، أخو داريوش الثالث. وقد عُيّن كراتيروس وپوليبرخون لقيادة 11,500 مقاتل متمرس للعودة إلى مقدونيا، عندما زامن ذلك موت الإسكندر المفاجئ في بابل.
وفي عام 322 ق م عاون كراتيروس أنتيباتر في الحرب اللومية ضد أثينا. فأبحر بسلاح البحرية القيليقية نحو اليونان وقاد جنوده في معركة كرانون en عام 322 ق م. وعندما قام أنتيغونس بثورة ضد بيرديكاس ويومينيسen، شاركه كراتيروس إلى حانب أنتيباتر وبطليموس. وقد تزوج من ابنة أنتيباتر فيلا en.
قُتل كراتيروس في معركة ضد يومينيس في آسيا الصغرى عندما سقط عليه حصانه المهاجم، في مكان ما قرب مضيق الدردنيل في عام 321 ق م.

## روابط خارجية
- كراتيروس (في قاموس التراجم والأساطير الإغريقية والرومانية)
- تراجم قصير من موقع livius.org